# Gandellino
Gandellino est une commune italienne de la province de Bergame dans la région Lombardie en Italie.

## Administration
| Période                                  | Période | Identité | Étiquette | Qualité |
| ---------------------------------------- | ------- | -------- | --------- | ------- |
|                                          |         |          |           |         |
| Les données manquantes sont à compléter. |         |          |           |         |

### Hameaux
Gromo San Marino, Foppi, Tezzi, Pietra, Bondo, Grabiasca, San Giorgio

### Communes limitrophes
Carona, Gromo, Valbondione, Valgoglio.